# Chypre au Concours Eurovision de la chanson 2019
Chypre est l'un des quarante et un pays participants du Concours Eurovision de la chanson 2019, qui se déroule à Tel-Aviv en Israël. Le pays est représenté par la chanteuse Tamta et sa chanson Replay, sélectionnées en interne par le diffuseur RIK. Le pays termine en 13e place lors de la finale du Concours, recevant 109 points.

## Sélection
Le diffuseur chypriote RIK a confirmé la participation chypriote le 13 juin 2018.
Avant de révéler son artiste et sa chanson, le diffuseur a laissé sur ses réseaux sociaux des indices quant au titre et aux auteurs de la chanson. L'annonce a finalement lieu le 21 décembre 2018 : Tamta représentera Chypre avec sa chanson Replay à l'Eurovision 2019. La chanson est officiellement présentée le 5 mars 2019.

## À l'Eurovision
Lors du tirage au sort des demi-finales qui a lieu le 28 janvier 2019,  Chypre est placée dans la première demi-finale.  Tamta interprète donc sa chanson lors de la première demi-finale qui a lieu le 14 mai 2019. Elle passe en première position dans l’ordre de passage  et se classe à la 9e place avec 149 points, se qualifiant pour la finale,. Lors de la finale qui a lieu le 18 mai 2019, la chanson est interprétée en 11ème position dans l’ordre de passage et se classe 13e du concours avec 109 points.